# Malene Aambakk
Malene Aambakk (født 13. maj 1993) er en norsk håndboldspiller, som spiller i Aarhus United.